# Оздів
Озді́в — село в Україні, у Луцькому районі Волинської області. Входить до складу Боратинської сільської громади. Населення становить 490 осіб.

## Географія
На північ від села знаходиться гідрологічний заказник місцевого значення Чорногузка, створений з метою охорони екосистеми однойменної річки.

## Історія
Під час II Світової війни 23 червня 1943 року село спалили німецько-польські збройні формування. Крім українців, постраждала також і одна польська родина (3 особи) та дев'ять євреїв. 
12 червня 2020 року, відповідно до розпорядження Кабінету Міністрів України № 708-р «Про визначення адміністративних центрів та затвердження територій територіальних громад Волинської області», село увійшло у склад Боратинської сільської громади.
19 липня 2020 року, в результаті адміністративно-територіальної реформи та ліквідації  Луцького району(1940—2020), село увійшло до складу новоутвореного Луцького району.

## Населення
Згідно з переписом УРСР 1989 року чисельність наявного населення села становила 485 осіб, з яких 215 чоловіків та 270 жінок.
За переписом населення України 2001 року в селі мешкало 490 осіб.

### Мова
Розподіл населення за рідною мовою за даними перепису 2001 року:
| Мова       | Відсоток |
| ---------- | -------- |
| українська | 99,39 %  |
| молдовська | 0,20 %   |
| інші       | 0,41 %   |

## Персоналії

### Померли
- Заборовець Федір — провідник Луцького окружного проводу ОУН, провідник Холмського окружного проводу ОУН.

## Пам'ятки археології
На території села відомі такі пам'ятки археології:
- За 0,3 км на північний захід від села, в урочищі Морги, довкола колишньої садиби С. Вознюка, на ділянці правого берега р. Чорногузки висотою до 3 м над рівнем заплави  — багатошарове поселення тшинецько-комарівської, вельбарської культур і періоду XII—XIII ст. площею близько 2 га.
- На південно-західній околиці села, на схилі правого берега Чорногузки заввишки 2–3 м над рівнем заплави  — двошарове поселення тшинецько-комарівської культури і періоду XII—XIV ст. площею до 1 га. З території присадибних ділянок зібрані уламки ліпної кераміки доби бронзи і уламки вінець та бочків гончарних горщиків княжої доби.
- В північно-західній частині села, в урочищі Куток, на схилі правого берега Чорногузки висотою 6–8 м над рівнем заплави, на території присадибних ділянок В. Рошатюк та Ф. Ричка  — поселення періоду XII—XIV ст. У складі підйомного матеріалу наявні уламки накривки, уламки вінець і фрагменти стінок гончарних горщиків.
- В північно-західній частині села, на мисоподібному виступі правого берега Чорногузки висотою 5–6 м над рівнем заплави, довокола колишньої садиби Столярука  — поселення періоду XII—XIII ст. площею 1 га.
- У південно-східній частині села, на території тваринницької ферми  — могильник культури кулястих амфор, випадково виявлений і обстежений С. Панишком та Ю. Мазуриком.